# Cantone di La Villedieu-du-Clain
Il Cantone di La Villedieu-du-Clain era una divisione amministrativa dell'arrondissement di Poitiers.
È stato soppresso a seguito della riforma complessiva dei cantoni del 2014, che è entrata in vigore con le elezioni dipartimentali del 2015.
Comprendeva i comuni di:
- Aslonnes
- Dienné
- Fleuré
- Gizay
- Nieuil-l'Espoir
- Nouaillé-Maupertuis
- Roches-Prémarie-Andillé
- Smarves
- Vernon
- La Villedieu-du-Clain